# シーライフセンター

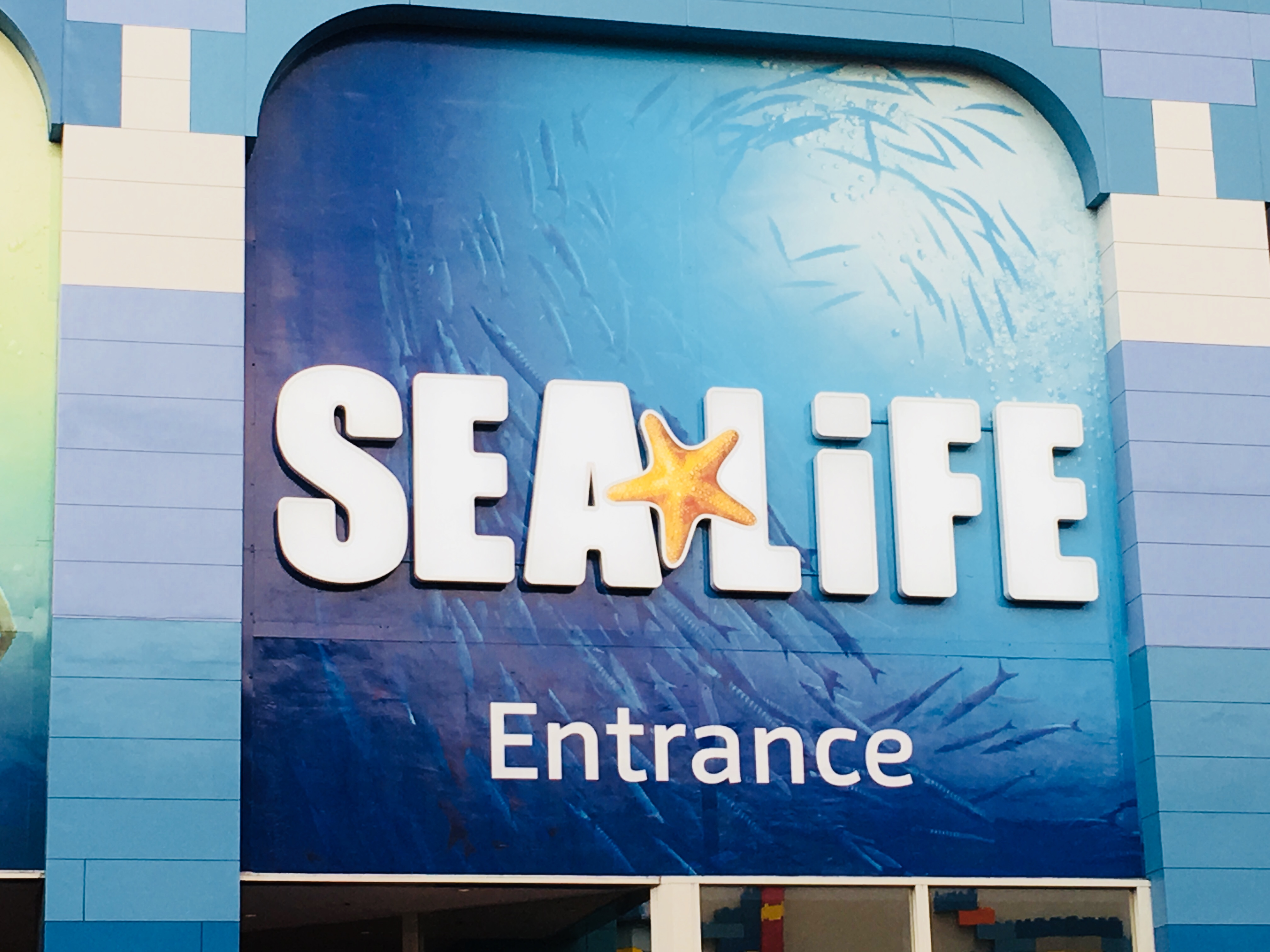
2018年4月オープンのシーライフ名古屋のロゴ（愛知県名古屋市）

シーライフ（SEA LIFE）またはシーライフセンター (SEA LIFE Centre)は、日本を含むアジアやヨーロッパ、アメリカ合衆国などに存在する水族館。英国に本社を置くマーリン・エンターテイメンツが運営する。また一部のシーライフは同マーリン・エンターテイメンツが運営するレゴランドに隣接されている。
シーライフの特徴は「体験型水族館」という点で、タッチプールを備えるなど教育に特化し、更には環境保全活動などを行っている。
環境保全の取り組みの一環として、買い物袋をプラスティックではなく、バクテリアによる分解可能な紙製や布製にしている。
またレゴランド・カリフォルニア・リゾートとレゴランド・ジャパン・リゾートにあるシーライフは、レゴモデルや巨大ミニフィグなどが館内や水槽内に配置されており、他のシーライフと一線を画す存在となっている。

## アトラクション
レゴランドに隣接されているシーライフ2箇所は同時にレゴランド内のサブマリン・アドベンチャーというアトラクション内の水槽もプロデュースしている。サブマリン・アドベンチャーは文字通り、潜水艦で深海に眠る神殿を探検するようなモチーフとなっており、様々な魚が遊泳している。

## 水族館一覧

### アジア
- SEA LIFE釜山アクアリウム（大韓民国釜山広域市海雲台、2001年オープン）
- SEA LIFEバンコク（タイ王国、2005年12月9日オープン）
- 重慶海洋探査中心（中華人民共和国、2017年6月15日オープン）
- 瀋陽海洋探査中心（中華人民共和国、2018年10月オープン[1]）

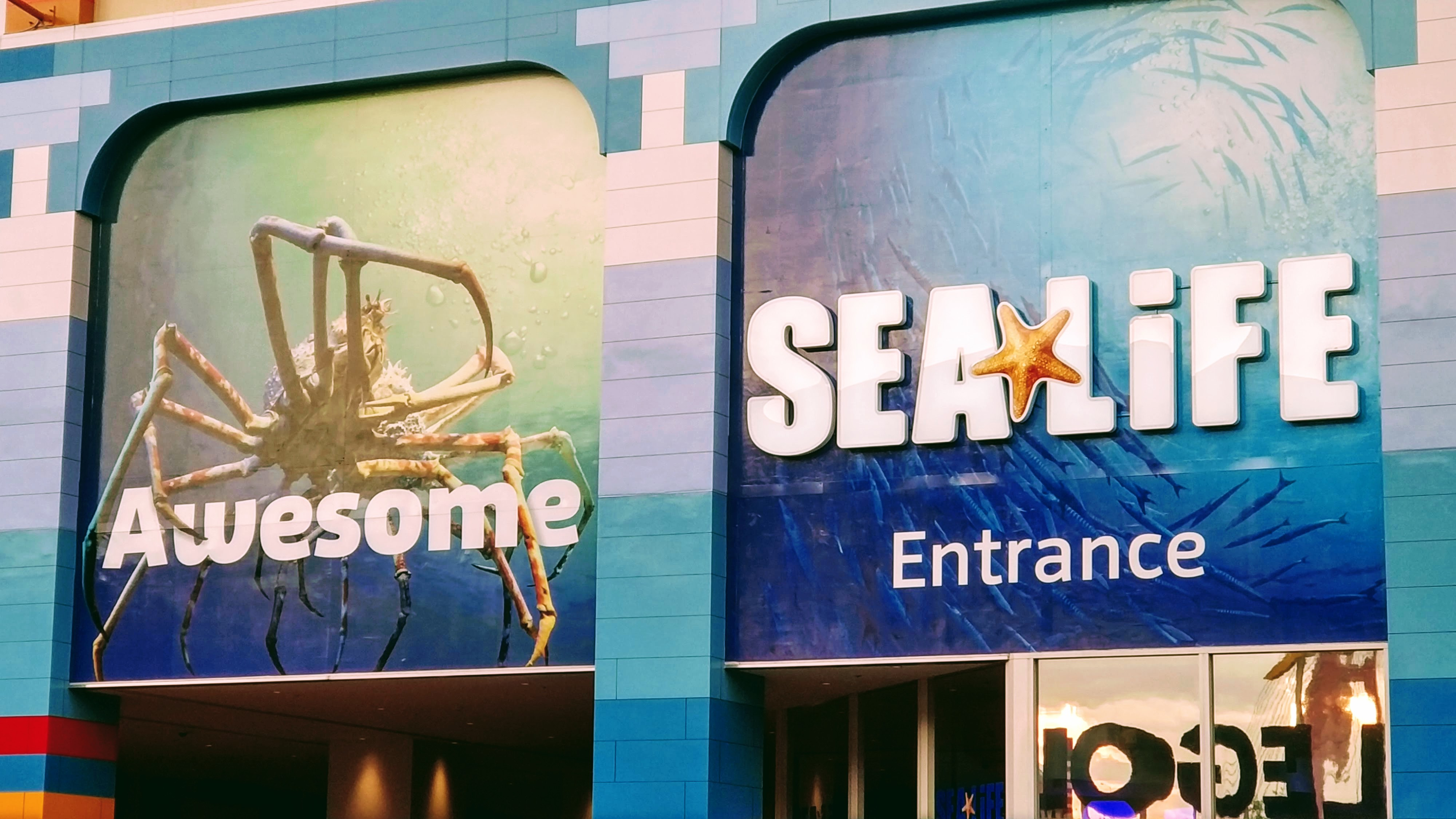
シーライフ名古屋。レゴとコラボしている世界で2番目のシーライフ。ちなみに1番目はレゴランド・カリフォルニア内のシーライフ。

レゴランドに隣接
- シーライフ名古屋（日本の愛知県名古屋市、レゴランド・ジャパン・リゾート内、2018年4月15日オープン）
- シーライフマレーシア（マレーシアのジョホール州、レゴランド・マレーシア・リゾート内、2018年後半オープン予定）

### イギリス

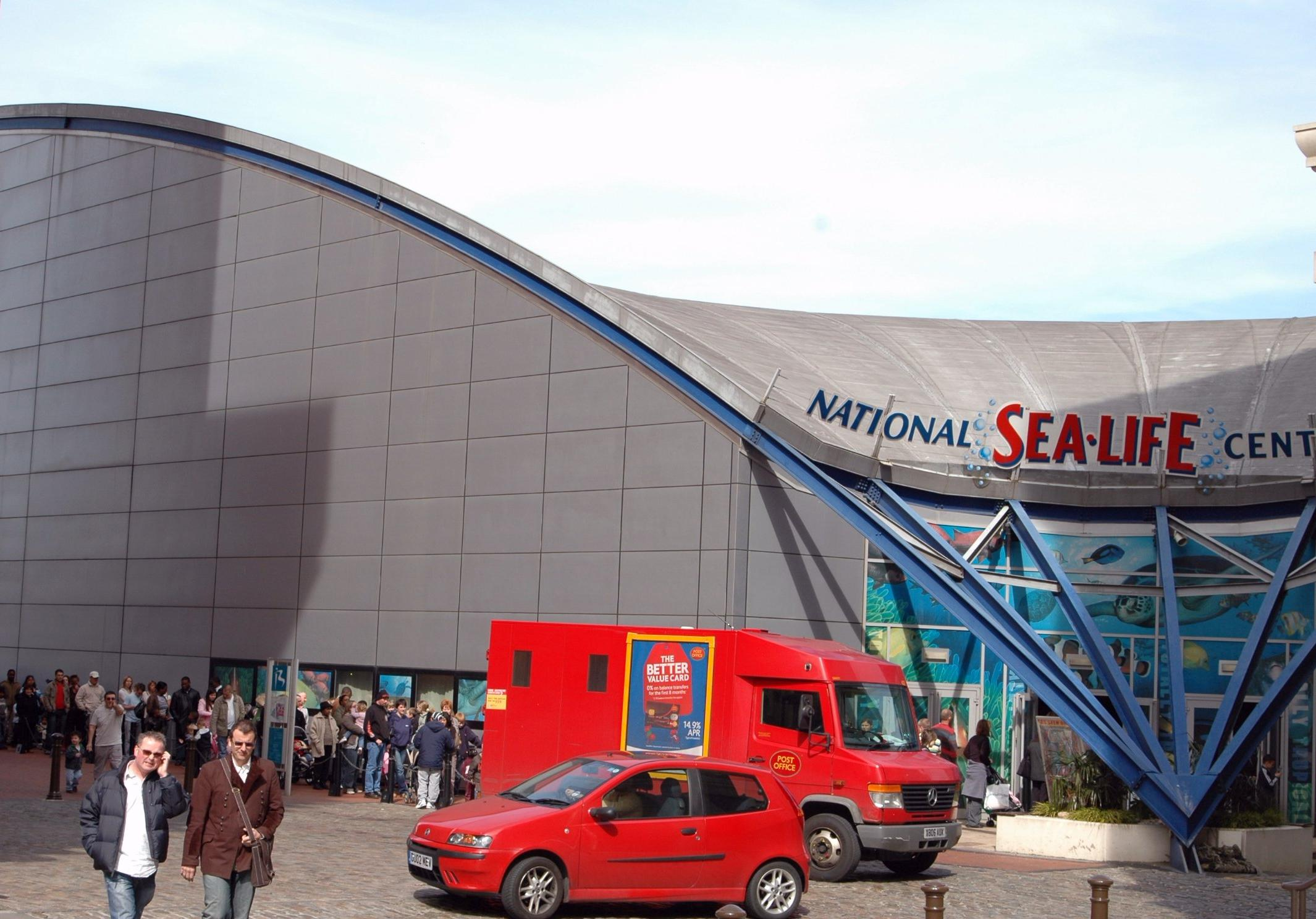
バーミンガム（イギリス）

#### イングランド

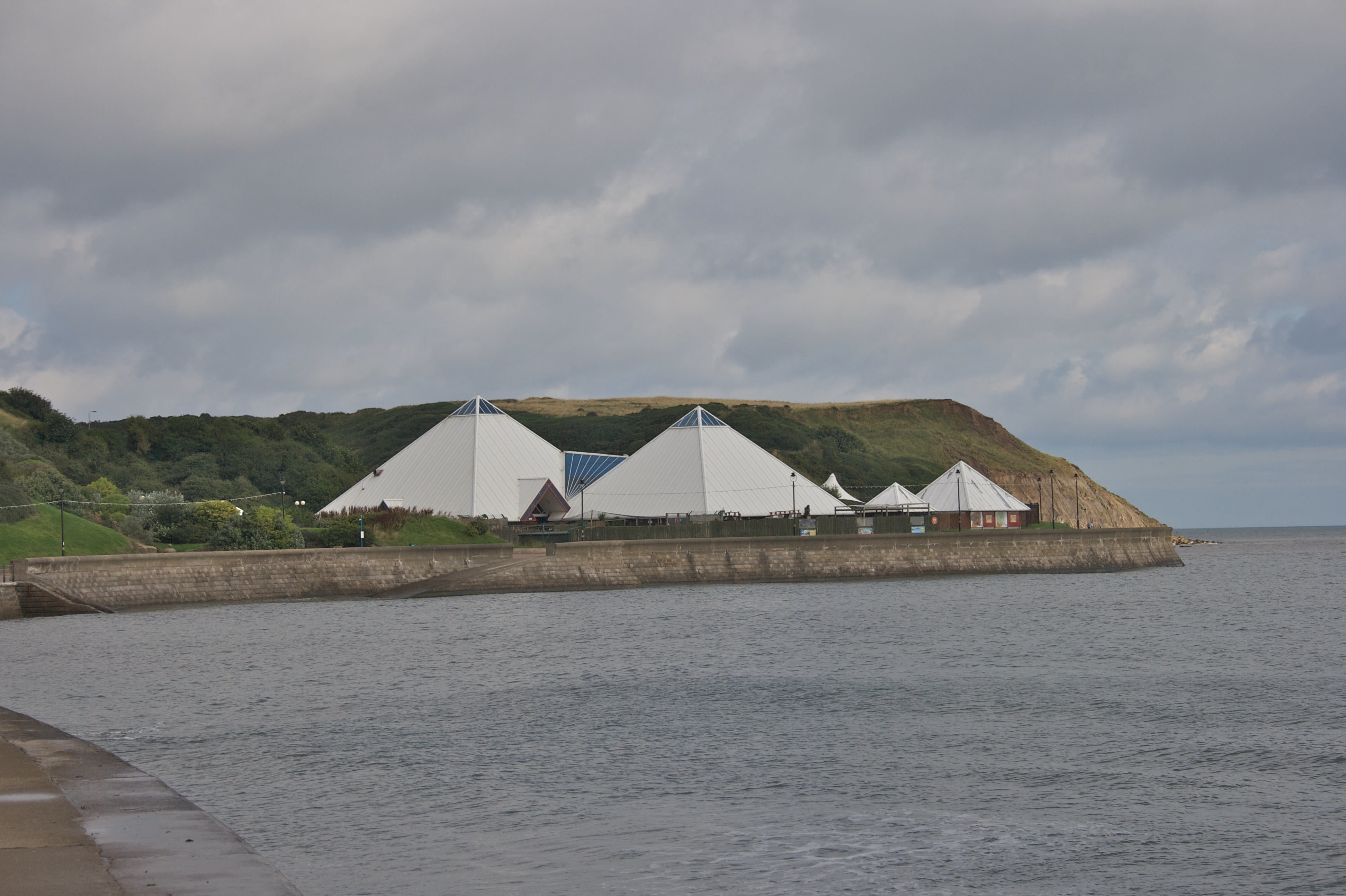
スカーバラ（イギリス）

- ロンドン
- バーミンガム
- ブラックプール
- ブライトン
- グレート・ヤーマス
- バロック
- スカーバラ
- ウェーマス

#### スコットランド
- オーバン

#### ブリティッシュ・テーマパーク・リゾーツ
- チェシントン・ワールド・オブ・アドベンチャー（2008年3月オープン）
- アルトン・タワーズ（2009年3月オープン）
- レゴランド・ウィンザー・リゾート内（2011年5月20日オープン）

### ドイツ
- ベルリン
- クックスハーフェン
- ケーニッヒスヴィンター
- コンスタンツ
- ミュンヘン
- ニュルンベルク

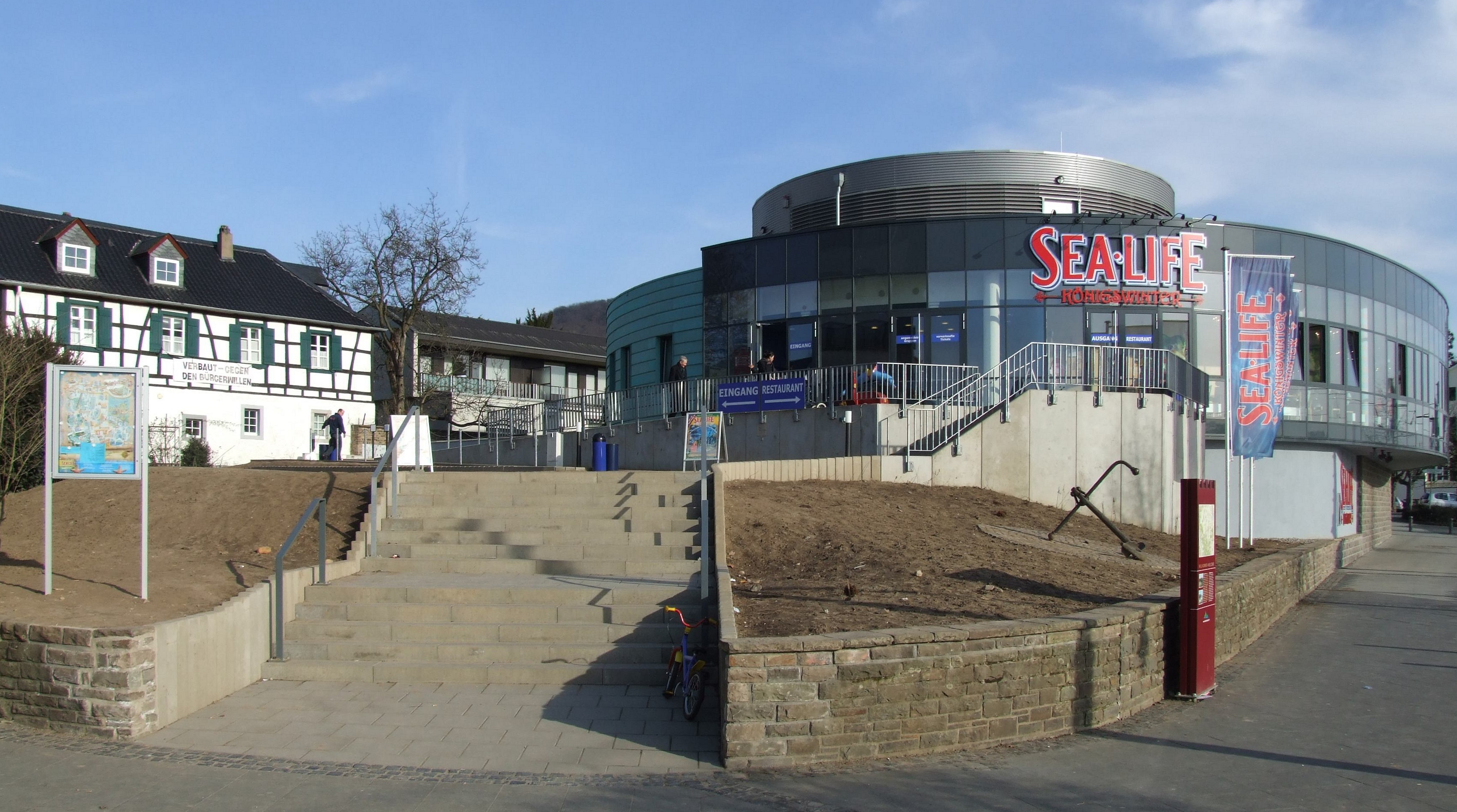
ケーニッヒスヴィンター（ドイツ）

- オーバーハウゼン（タコのパウルで有名だった）
- シュパイアー
- ティンメンドルファー・シュトランド
- ハノーファー（ヘレンハウゼン王宮庭園）

### その他のヨーロッパ
- ブランケンベルゲ（ベルギー）
- ブレイ（アイルランド）
- ヘルシンキ（フィンランド）
- ヴァル・ド・ヨーロッパ（フランス）
- ハーグ（オランダ）
- マラガ（スペイン）
- ポルト（ポルトガル）

#### テーマパーク内
- レゴランド・ビルン・リゾート
- レゴランド・ドイツ・リゾート

### アメリカ
- シーライフ・オーランド水族館（フロリダ州オーランド）

#### レゴランドまたはレゴランド・ディスカバリー・センターに付属
- レゴランド・カリフォルニア（カリフォルニア州カールスバッド）
- レゴランド・ディスカバリー・センター・サン・アントニオ（テキサス州サンアントニオ、2018年予定[2]）

#### ショッピングモール内
- シーライフ・アリゾナ（アリゾナ州テンピ）
- シーライフ・カンザスシティ（ミズーリ州カンザスシティ）
- シーライフ・グレープヴァイン（テキサス州グレープヴァイン）
- シーライフ・シャーロット＝コンコード（ノースカロライナ州コンコード）
- シーライフ・ミシガン（ミシガン州オーバーンヒルズ）
- シーライフ・ミネソタ（ミネソタ州ブルーミントン）